# Afrādeh
Afrādeh (persiska: افراده) är en ort i Iran.   Den ligger i provinsen Mazandaran, i den norra delen av landet, 110 km nordost om huvudstaden Teheran. Afrādeh ligger 132 meter över havet och antalet invånare är 432.
Terrängen runt Afrādeh är kuperad åt sydväst, men åt nordost är den platt.Runt Afrādeh är det ganska tätbefolkat, med 134 invånare per kvadratkilometer. Närmaste större samhälle är Āmol, 12,0 km öster om Afrādeh. I omgivningarna runt Afrādeh växer i huvudsak blandskog.